# ایستگاه کیو گاردنز (لندن)
ایستگاه کیو گاردنز (انگلیسی: Kew Gardens station) یکی از ایستگاه‌های خط ناحیه متروی لندن و خط شمال متروی زمینی لندن است.
این ایستگاه که در منطقه ریچموند آپون تیمز لندن قرار دارد در سال ۱۸۶۹ میلادی تأسیس شده‌است.